# Hundshorn
Hundshorn är en bergstopp i Schweiz.   Den ligger i distriktet Frutigen-Niedersimmental och kantonen Bern, i den centrala delen av landet, 50 km sydost om huvudstaden Bern. Toppen på Hundshorn är 2 929 meter över havet, eller 293 meter över den omgivande terrängen. Bredden vid basen är 2,2 km.
Terrängen runt Hundshorn är huvudsakligen mycket bergig. Närmaste större samhälle är Frutigen, 13,1 km väster om Hundshorn. 
Trakten runt Hundshorn är permanent täckt av is och snö. Runt Hundshorn är det mycket glesbefolkat, med 6 invånare per kvadratkilometer.